# Tinajitas, Córdoba
Tinajitas är en ort i Mexiko.   Den ligger i kommunen Córdoba och delstaten Veracruz, i den sydöstra delen av landet, 240 km öster om huvudstaden Mexico City. Tinajitas ligger 1 398 meter över havet och antalet invånare är 142.
Terrängen runt Tinajitas är huvudsakligen kuperad, men åt nordost är den bergig. Runt Tinajitas är det mycket tätbefolkat, med 2 345 invånare per kvadratkilometer. Närmaste större samhälle är Córdoba, 9,5 km söder om Tinajitas. I omgivningarna runt Tinajitas växer i huvudsak städsegrön lövskog.